# Ēvele
Ēvele (historisch Ehwele(s), deutsch Alt-Wohlfahrt, Alt Wolfahrt) ist ein Ort an der Strenčupīte, einem Nebenfluss der Gauja und Sitz einer Gemeinde (pagasts) im Bezirk Valmiera in der Region Vidzeme, dem historischen Livland im nördlichen Lettland unweit der Grenze zu Estland. 2022 lebten hier 192 Einwohner.

## Geschichte

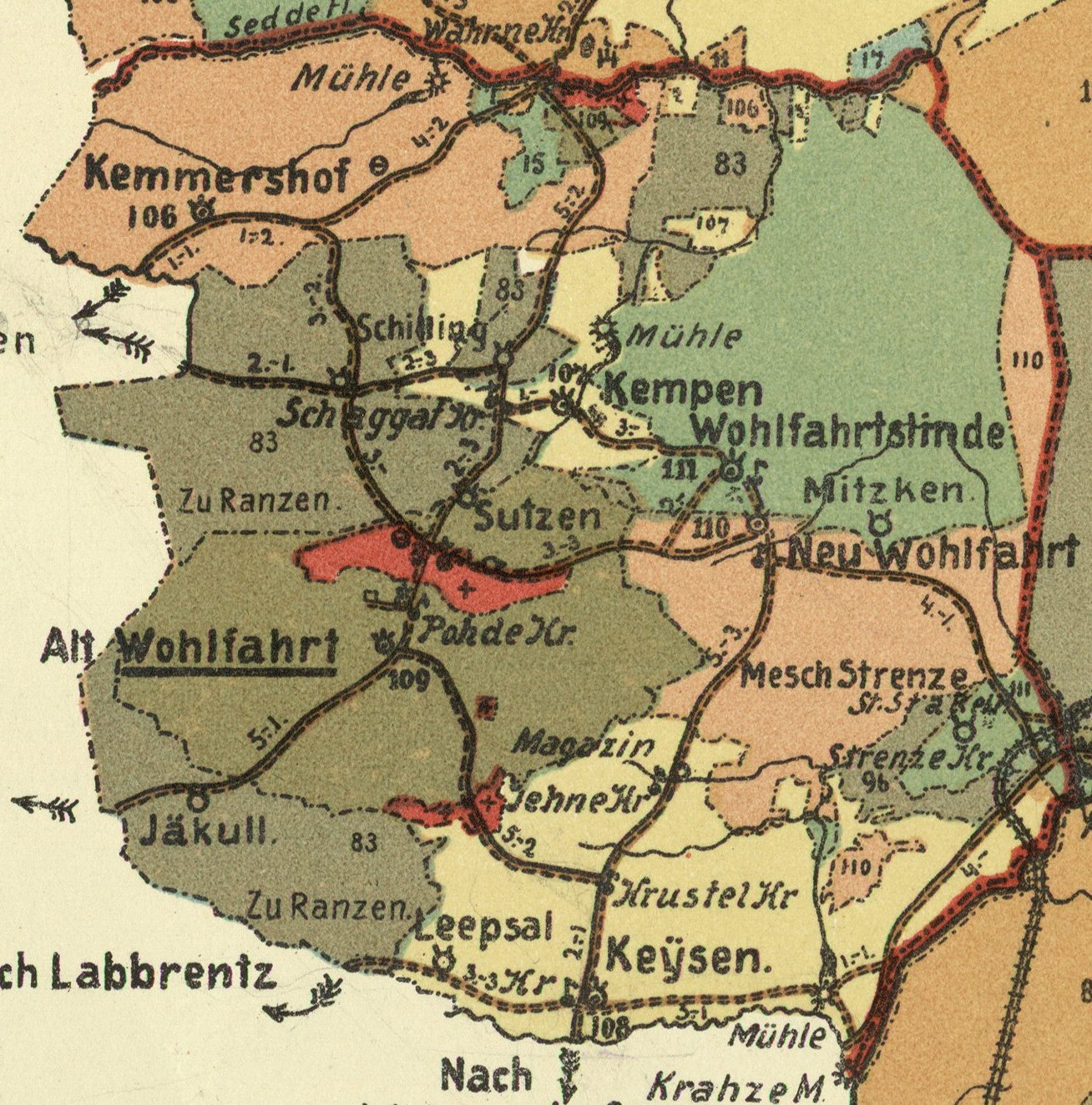
Kirchspiel Wohlfahrt, in Wegekarte des Walkschen Kreises, 1904

Ēvele wurde 1562 erstmals unter seinem deutschen Namen Alt Wohlfahrt erwähnt. Es war Mittelpunkt eines Kirchspiels mit den Dörfern und Gütern:
- Alt Wohlfahrt (Ēvele), Rittergut
- Pastorat Wohlfahrt (Ēvele), (kirchlicher Besitz)
- Wohlfahrtslinde (Jaunjērcēni)
- Keysen (Ķeiži)
- Kemmershof (Ķemere)
- Kempen (Ķempēni)
- Neu-Wohlfahrt (Vecjērcēni)

## Gemeinde Ēvele
Die Gemeinde Ēvele (Ēveles pagasts) hat 434 Einwohner (2021) und umfasst neben dem Hauptort Ēvele die Siedlungen Ķemere, Daksti und Ķempēni.

## Sehenswürdigkeiten
- Evangelisch-lutherische Kirche, erbaut von 1814 bis 1821[4]
- Volkshaus, ältestes erhaltenes Gebäude von 1609

## Söhne und Töchter der Gemeinde
- Georg Carl von Jarmersted (1778–1851), russischer Staatsrat und livländischer Landmarschall